# پیوند زندگی
پیوند زندگی نام فیلمی است به کارگردانی ابراهیم مرادی که محصول سال ۱۳۳۲ می‌باشد.